# Szew (anatomia stawonogów)
Szew (łac. sutura, l. mn. suturae, ang. suture lub łac. sulcus, l. mn. sulci) – nazwa różnych struktur linearnych na ciele stawonogów.
Według autorów Zoologii nazwa sutura określać powinna szew właściwy, czyli linię łączącą spojone części szkieletu, które pierwotnie były osobnymi sklerytami. W praktyce nazewniczej stosuje się to określenie także w przypadkach szwów rzekomych (sulci). Szwami rzekome mogą być liniowatymi lub rowkowatymi tworami powstałymi w wyniku uwypuklenia do wewnątrz kutykuli, gdzie tworzy ona różne listewki służące do przyczepu mięśni. Szwami mogą być też podłużne miejsca na których sklerotyzacja wtórnie zanikła celem zwiększenia ruchomości albo miejsca które nigdy nie byłe zesklerotyzowane.
Szczególnym przypadkiem szwów są szew pokryw oraz szwy skrzydeł.

## Nazwy szwów zaczynające się odsutura
Do suturae ciała owadów należą m.in.:
- sutura acrotergalis
- sutura acrotergalis mesothoracicalis
- sutura acrotergalis metathorcicalis
- sutura adventiva
- sutura anapleuralis
- sutura anepimeralis
- sutura anepisternalis
- sutura antecostalis
- sutura antecostalis sternalis
- sutura antecostalis tergalis
- sutura antennalis
- sutura anteroclypealis
- sutura anterogenalis
- sutura annularis
- sutura basalis
- sutura basicostalis
- sutura basicostalis anterior
- sutura basicostalis posterior
- sutura basisternalis
- sutura basisternalis mesothoracicalis
- sutura basisternalis metathorcicalis
- sutura basisternalis prothorcicalis
- sutura basitrochanteralis
- sutura basitrochanteralis anterior
- sutura basitrochanteralis posterior
- sutura cardinalis
- sutura cardinostipitalis
- sutura circumantennalis
- sutura circumocularis
- sutura clavi
- sutura clypealis
- sutura clypeogenalis
- sutura clypeolabralis
- sutura clypeoverticalis
- sutura convergens
- sutura coronalis
- sutura coronalis anterior
- sutura coronalis posterior
- sutura coxalis
- sutura dorsopleuralis
- sutura elytri
- sutura epicnemialis
- sutura epicranialis
- sutura epimeralis
- sutura episternalis
- sutura episternopraecoxalis
- sutura epistomalis (syn. frontoclypealis)
- sutura epistomatalis clypealis
- sutura epistomatalis labralis
- sutura frontalis
- sutura frontoclypealis
- sutura frontocornalis
- sutura frontogenalis
- sutura frontoverticalis
- sutura furcasternalis
- sutura furcasternalis mesothoracalis
- sutura furcasternalis metathoracalis
- sutura furcasternalis prothoracalis
- sutura furcata
- sutura genalis
- sutura glossalis
- sutura gularis
- sutura gularis epistomatalis
- sutura gularis lateralis
- sutura hypostomalis (syn. hypostomatalis)
- sutura interantennalis
- sutura interocularis
- sutura interpleuralis
- sutura intersegmentalis
- sutura labialis
- sutura labralis
- sutura lacinalis
- sutura marginalis
- sutura marginalis thoracalis
- sutura maxillaris
- sutura mediana
- sutura mediana verticalis
- sutura mentalis (syn. menti)
- sutura meralis
- sutura mesobasisternalis
- sutura mesocoxalis
- sutura mesofurcasternalis
- sutura mesonotalis
- sutura mesonotalis transversalis
- sutura mesopleuralis
- sutura mesoscutalis
- sutura mesoscutalis anterior
- sutura mesoscutalis posterior
- sutura mesosternalis
- sutura mesotrochanteralis
- sutura mesozonalis
- sutura metabasisternalis
- sutura metacoxalis
- sutura metafurcasternalis
- sutura metanotalis
- sutura metanotalis transversalis
- sutura metapleuralis
- sutura metascutalis
- sutura metascutalis anterior
- sutura metascutalis posterior
- sutura metasternalis
- sutura metatrochanteralis
- sutura metopica (syn. coronalis)
- sutura nasalis
- sutura notalis
- sutura notopleuralis
- sutura obliqua anterior (syn. epicnemialis)
- sutura occipitalis
- sutura ocularis
- sutura ovipostoris
- sutura paracoxalis
- sutura paraglossalis
- sutura paranotalis
- sutura parapsidialis
- sutura parapsidialis lateralis
- sutura pedicellaris
- sutura pleuralis
- sutura pleurostomalis (syn.pleurostomatalis, subgenalis)
- sutura postfrontalis
- sutura postmaxillaris
- sutura postoccipitalis
- sutura praecoxabasisternalis (syn. sternopleuralis)
- sutura praecoxaepisternalis (syn. sternopleuralis)
- sutura praecoxalis
- sutura praeepisternalis (syn. epicnemialis)
- sutura praefrontalis
- sutura praenotalis
- sutura praenotalis mesothoracalis
- sutura praenotalis metathoracalis
- sutura praenotalis prothoracalis
- sutura praepectalis (syn. epicnemialis)
- sutura praescutalis (syn. scutalis anterior)
- sutura praescutoscutalis (syn. scutalis anterior)
- sutura praesternalis
- sutura praetergalis (syn. praenotalis)
- sutura probasisternalis
- sutura procoxalis
- sutura profurcasternalis
- sutura pronotalis
- sutura pronotalis antemedialis
- sutura pronotalis longitudinalis
- sutura pronotalis transversalis
- sutura propleuralis
- sutura prosternalis
- sutura protrochanteralis
- sutura prozonalis
- sutura ptilini
- sutura sagittalis (syn. coronalis)
- sutura scrobis (syn. antennalis)
- sutura scutalis
- sutura scutalis anterior
- sutura scutalis lateralis
- sutura scutalis medialis
- sutura scutalis posterior
- sutura scutellaris
- sutura scutoscutellaris
- sutura scutoscutellaris decurrens
- sutura scutoscutellaris mesothoracalis
- sutura scutoscutellaris metathoracalis
- sutura secundaria (syn. postfrontalis)
- sutura squamalis
- sutura sternacostalis
- sutura sternacostalis mesothoracalis
- sutura sternacostalis metathoracalis
- sutura sternacostalis prothoracalis
- sutura sternalis
- sutura sternalis longitudinalis
- sutura sternalis medialis
- sutura sternopleuralis
- sutura sternosubcoxalis
- sutura stipitalis
- sutura subantennalis
- sutura subantennalis exterior
- sutura subantennalis interior
- sutura subcoxalis
- sutura subgenalis
- sutura submarginalis (syn. praesternalis)
- sutura submentalis (syn. submenti)
- sutura subocularis (syn. genalis)
- sutura subtrochanteralis
- sutura transepimeralis (syn. epimeralis)
- sutura transepisternalis (syn. episternalis)
- sutura transfrontalis
- sutura transscutalis
- sutura transscutellaris
- sutura transversalis
- sutura trochanteralis
- sutura ulanae
- sutura ventropleuralis
- sutura verticalis
- sutura verticalis longitudinalis
- sutura verticalis transversalis
- sutura verticogenalis

## Nazwy szwów zaczynające się nasulcus
Do sulci ciała owadów należą m.in.:
- sulcus antecostalis
- sulcus antennalis
- sulcus circumantennalis
- sulcus circumocularis
- sulcus epicnemialis
- sulcus episternalis
- sulcus epistomalis
- sulcus frontalis
- sulcus frontoclypealis
- sulcus hypostomatalis
- sulcus mediocranialis
- sulcus mesopleuralis
- sulcus occipitalis
- sulcus praescutalis
- sulcus pronotalis longitudinalis
- sulcus scrobis
- sulcus spiracularis
- sulcus subgenalis
- sulcus temporalis
- sulcus tergalis
- sulcus tergalis longitudinalis
- sulcus transversalis
- sulcus verticis